# Inertiseren
Inertiseren is het principe van toevoeging van een inert gas zoals stikstof om een onbrandbare atmosfeer te bekomen. Het wordt gebruikt bij de opslag, behandeling en vervoer van ontvlambare vloeistoffen.
Er zijn drie elementen nodig om een brand te veroorzaken: een warmtebron, brandstof en zuurstof. Het gevaar van brand kan worden voorkomen door het wegnemen van een van deze drie elementen. Als het gevaar van een warmtebron, zoals een vonk, niet kan worden voorkomen kan de tank inert gemaakt worden door:
1. het verminderen van de zuurstofconcentratie boven de vloeistof
2. het verminderen van de brandstofconcentratie boven de vloeistof tot onder de "lower explosive limit" (LEL), de minimale concentratie van brandstof om een brand te kunnen hebben
3. het verhogen van de brandstofconcentratie tot boven de "upper explosive limit", de maximale concentratie van brandstof waarbij ontbranding mogelijk is

Bij het inertiseren worden de brandbare dampen boven de vloeistof vervangen door een inert gas met een zeer lage zuurstofconcentratie.

## Olie tankers
Olietankers vullen de ruimte boven hun lading olie met inert gas om ontbranding of explosie van de hydrocarbondampen te voorkomen. Olie dampen kunnen niet ontbranden in een atmosfeer met minder dan 11% zuurstof. Inert gas systemen zijn verplicht op olie tankers sinds de SOLAS wetgeving van 1974. De Internationale Maritieme Organisatie (IMO) publiceert de technische standaarden IMO-860 die de vereisten van inert gas systemen beschrijven. Andere types van vloeibare lading zoals op chemicaliëntankers worden ook vervoerd in inerte tanks, maar dan moet het inert gas verenigbaar zijn met de vervoerde chemicaliën, dus dat de stoffen onderling geen reactie aangaan.